# Mental Funeral
Mental Funeral este al doilea album de studio al formație Autopsy. Acesta a fost lansat în 1991 de Peaceville Records.

## Lista pieselor
Muzica instrumentală de Autopsy. Versurile de Chris Reifert – cu excepția piesei #5, scrisă de Eric Cutler.
| Nr.             | Titlu                         | Lungime |  |
| 1.              | „Twisted Mass of Burnt Decay” | 2:15    |  |
| 2.              | „In the Grip of Winter”       | 4:08    |  |
| 3.              | „Fleshcrawl”                  | 0:36    |  |
| 4.              | „Torn from the Womb”          | 3:19    |  |
| 5.              | „Slaughterday”                | 4:04    |  |
| 6.              | „Dead”                        | 3:18    |  |
| 7.              | „Robbing the Grave”           | 4:20    |  |
| 8.              | „Hole in the Head”            | 6:03    |  |
| 9.              | „Destined to Fester”          | 4:34    |  |
| 10.             | „Bonesaw”                     | 0:45    |  |
| 11.             | „Dark Crusade”                | 3:55    |  |
| 12.             | „Mental Funeral”              | 0:37    |  |
| Lungime totală: | Lungime totală:               | 37:54   |  |

## Membrii formației
- Chris Reifert – voce, tobe
- Danny Coralles – chitară
- Eric Cutler – chitară, voce pentru „Slaughterday”
- Steve Cutler – bas

### Producție
- Înregistrat în perioada 20-26 noiembrie 1990 la Different Fur, San Francisco, California, SUA[necesită citare]
- Produs de Autopsy și Hammy
- Ron Rigler - inginer
- Kev Walker - realizator copertă